# 前进，达瓦里希
《前进，达瓦里希》是北京电影学院动画学院2013届的学生王一琳的毕业设计短片。该短片以苏联解体为主题，在互联网上发布后，引发了观众的强烈反响。
片名中的“达瓦里希”为俄语“同志”一词的汉语普通话谐音。

## 内容简介
影片背景为1980年代末、1990年代初，主角是一名小女孩，生活在一个落后的小村庄中，玩着老式积木，与家养动物们为伴，动物们的名字为前苏联历史人物（如列宁、菲利克斯、贝利亚等），小女孩玩着社会主义建设的游戏，之后搬家到真正的高楼，旧玩具、宠物和课本被家长变卖，同时外部世界在发生巨大的变化，苏联解体、美国代替了苏联在他们日常生活中的位置，这一切对小女孩的心灵带来巨大的触动，她回到了已成瓦砾的“老房子”，想起“乌托邦”的梦想，守望着未来。整部影片充满了象征手法，例如以苏联人物命名的宠物相继死去，搬新家时小女孩儿说：“妈妈，我们的大楼会不会被美国炸掉了啊？”等。

## 反响与评价
该短片在网友之中得到了两极分化的评价。豆瓣网上该片有60%左右的观众给了4星及以上评分（满分5星），另有15%左右的观众给了1星（最低分）评分。
赞扬者一般认为这部短片在对苏联的解体进行反思，并认为苏联的解体启发中国应该继续像现在一样走独立自主、稳定发展的道路，且大部分赞扬者对社会主义的思想表示赞成，或是对目前中国共产党的执政成果持正面评价。部分赞扬者针对批评者的批评，表示观赏《前进，达瓦里希》时要“去政治化审美”；批评者则多数为中国民主运动支持者，认为中国应尽快进行政治改革以结束一党专政、实现自由民主，进而抨击该短片矫情造作，美化红色恐怖，对苏联执政时期的斑斑劣迹避而不谈，例如在短片里名为弗拉基米尔的猫、以费利克斯为首的鸡、名叫贝利亚的鸭子任人宰割，而现实中弗拉基米尔（即列宁）是全俄肃清反革命及怠工非常委员会（即契卡）的创始人，费利克斯·埃德蒙多维奇·捷尔任斯基是契卡的首任首脑、克格勃的创始人，贝利亚则是最有名的秘密警察头目（内务人民委员部首脑）。这些都是导致苏联大量国民被迫害、杀害的重要人物。
该片被上传到YouTube以及俄罗斯本地的视频网站上后，亦引发了俄罗斯网友的热议，许多俄罗斯网友在评论中反思苏联解体的原因，为苏联的解体感到惋惜，并怀念现在已被本国政府所抛弃的社会主义思想；也有一些俄罗斯网友借此契机表达了希望本国能与中国增进友好关系的看法。该短片被上传到YouTube后不久，该影片俄语字幕版转为禁止评论。